# ليلى العلمي
ليلى العلمي (بالإنجليزية: Laila Lalami) هيَ كاتِبة وَرِوائية أمريكية مَغربية مِن مواليد عام 1968، حاصلة على دَرجة البكالوريوس في المَغرب، وحاصِلة على مِنحة دراسات عُليا في المملكة المتحدة، حيثُ حصلت منها على درجة الماجستير في عِلم اللغويات.
وفي عام 1992 انتَقلت لَيلى إلى الوِلايات المُتحدة، حيث حصلت على دَرجة الدكتوراه في عِلم اللغويات من جامعة كاليفورنيا الجنوبية. بَدأت ليلى بنشر كتاباتها في عام 1996. وفي عام 2015 وَصلت إلى نهائيات الترشح لنيل جائزة بوليتزر في الأَدب عن روايتها حِكاية المغربي (2014) وَالتي أشادَ بِها بعض النُقاد.

## نَشأتُها
وُلدت ليلى بمدينة الرِباط المغربية عام 1968، وأكملت تعليمها في نفس المَدينة، حيثُ حصلت على درجة البكالوريوس في اللغة الإنجليزية مِن جامعة محمد الخامس، وفي عام 1990 حَصلت على منحة المجلس الثقافي البريطاني لِدراسة عِلم اللغويات حيثُ حصلت على درجة الماجستير من كلية لندن الجامعية. وبعدَ ذلك عادتَ ليلى إلى المَغرب، حيث عملت لفترة قصيرة كَصحفية وَمُراسِلة، وفي عام 1992 انتقلت إلى مدينة لوس أنجِلوس للالتحاق بجامعة كاليفورنيا الجنوبية التي حصلت منها على درجة الدكتوراه في علم اللغويات.

## حَياتُها العَملية

غِلاف رواية حكاية المغربي (2014)

غِلاف رواية الطِفل السري (2009)

غلاف رواية الأمل وأبحاث خطرة أُخرى (2005)

في عامَ 1996 بَدأت ليلى بِكتابة قصص أدبية خيالية باللغة الإنجليزية، وَنشرت عدة مقالات في النَقد الأدبي في صَحيفة بوسطن غلوب، وَبوسطن رفيو، وَواشنطن بوست، وَلوس أنجلوس تايمز، وَنيويورك تايمز، وَمَجلة ذا نيشن.
في مَطلع عام 2005 نَشرت ليلى أولى مجموعة قصصية لها تحتَ عنوان «الأمل وأبحاث خطرة أخرى» (Hope and Other Dangerous Pursuits)، وَقد تمت عملية ترجمة هذه المجموعة إلى ستة لُغات فيما بَعد، وَتُعتبر رواية الطِفل السري (2009) أول رِواية لَها، وقد ترشحت هذه الرواية للفوز بجائزة أورانج.
في عام 2014 أَصدرت ليلى رِواية أخرى لها تحتَ عنوان «حِكاية المغربي» (The Moor's Account)، والتي تَدور حول إستيفانيكو وَهوَ أول مُستكشف أسود لأمريكا ومن ضمن الأربعة الناجيين من بعثة نارفايز عام 1527، وقد تَرشحت روايتُها هذه للفوز بجائزة بوليتزر في الأدب.
حَصلت ليلى على منحة ولاية أورجون للفنون الأدبية والزمالة فولبرايت، وَفي عام 2009 اختيرت لَيلى من قبل المنتدى الاقتصادي العالمي كقائدة عالمية شابة، وَتُعتبر ليلى أيضاً اُستاذة جامعية في الكتابة الخَلاقة في جامعة كاليفورنيا في ريفرسايد.
صرحت بأن بعض الكتاب المغاربة والأوروبيين والأمريكيين كانوا ملهمين لها مثل محمد شكري وادريس الشرايبي وفاطمة المرنيسي. أما بالنسبة للكتاب العالميين، فقد تأثرت بالمؤلف الجنوب أفريقي جون ماكسويل كوتزي والأمريكيين.
توني موريسون وويليام فولكنر.قررت ليلى العلمي أن تكتب لأنها عانت من الكبت بوصفها قارئة للتمثلات الاستشراقية بخصوص المغاربة 

## مَطبوعاتها

### روايات
- الأمل وأبحاث خطرة أخرى (كُتب ألغونكوين، في تشابل هيل عام 2005، ISBN 1-56512-493-6).
- الابن السري (رواية) (كُتب ألغونكوين، في تشابل هيل عام 2009، ISBN 1-56512-494-4).
- حكاية المغربي (كُتب بانثيون، في نيويورك عام 2014، ISBN 978-0-307-91166-7).
- الأمريكيون الآخرون (كُتب بانثيون، في نيويورك عام 2019)

### قصص قصيرة
- "كيف لي أن أصبح ابنة أُمي". ج. 32. 2009: 1120–1122. DOI:10.1353/cal.0.0572 – عبر Project MUS. {{استشهاد بدورية محكمة}}: الاستشهاد بدورية محكمة يطلب |دورية محكمة= (مساعدة)

## جَوائز

### عَن روايةحكاية المغربي
- جائزة بوليتزر في الأَدب، المَرحلة النهائية لِعام 2015.[13]
- جائزة بوكر الأدبية، في عام 2015.[14]
- جائزة الكاتب الأمريكي، في عام 2015.[7]
- جائزة الكاتب العربي الأمريكي، في عام 2015.[15]
- جائزة هرستون-رايت التذكارية، في عام 2015.[16]
- جائزة لانجم، في عام 2014.[17]
- جائزة وال ستريت جورنال لِأفضل كتاب، في عام 2014.[18]
- جائِزة الإذاعة الوطنية العامة في أمريكا، في عام 2014.[19]
- جائزة نيويورك تايمز لِأشهر الكُتب في عام 2014.[20]
- جائزة مُراجعات كيركوس لأفضل الكُتب الأدبية لعام 2014.[21]

### عَن المجموعة القصصية الأمل وأبحاث خطرة أخرى
- 2006، زَمالة فليتشر برات في الأدب، مؤتمر بريد لوف للكتاب.
- 2006، جائزة ولاية أوريغون للكِتاب، النِهائيات.
- 2006، زَمالة ولاية أوريغون للفنون الأدبية فِي الخيال.
- 2006، جائزة كين للكتابة الأفريقية، النهائِيات.
- 2006، جائزة جون غاردنر للأدب الروائي، النِهائيات.

### جَوائز أُخرى
- 2013، زَمالة مؤسسة إليزابيث جورج «المرأة في التأليف وَالتغيير».[22]
- 2012، زمالة مؤسسة لانان.[23]
- 2010، جائزة أورانج القائمة المُطولة.
- 2009، جائزة نونا بالكيان للتميز، النِهائيات.
- 2009، جائزة القيادات العالمية الشابة، وَالمُنتدى الاقتصادي العالمي.
- 2007، منحة فولبرايت.
- 2003، جائزة المَجلس المغربي-البريطاني الأدبية للقصة القصيرة.
- 1990، زَمالة المَجلس الثقافي البريطاني.

## المَراجع
1. ↑  Internet Movie Database (بالإنجليزية), QID:Q37312
2. ↑  Essay: Laila Lalami, World Literature Today website نسخة محفوظة 28 يوليو 2017 على موقع واي باك مشين.
3. ↑  Interview, Writers & Books, 2008. [وصلة مكسورة] نسخة محفوظة 22 فبراير 2012 على موقع واي باك مشين.
4. ↑  Profile Thorne, John. The National "نسخة مؤرشفة". مؤرشف من الأصل في 2016-03-16. اطلع عليه بتاريخ 2016-02-29.{{استشهاد ويب}}:  صيانة الاستشهاد: BOT: original URL status unknown (link)
5. ↑  "Levy, Mantel battle 7 debut novels for Orange prize"رويترز "نسخة مؤرشفة". مؤرشف من الأصل في 2014-10-09. اطلع عليه بتاريخ 2016-02-29.
6. ↑  Review Los Angeles Times نسخة محفوظة 05 مايو 2017 على موقع واي باك مشين.
7. 1 2  American Book Awards press release American Book Awards. نسخة محفوظة 29 سبتمبر 2017 على موقع واي باك مشين.
8. ↑  Pulitzer Citation, The Pulitzer Prizes نسخة محفوظة 16 يناير 2016 على موقع واي باك مشين.
9. ↑  Press Release YGL Honorees 2009. نسخة محفوظة 1 مارس 2009 على موقع واي باك مشين. "نسخة مؤرشفة" (PDF). مؤرشف من الأصل في 2009-02-26. اطلع عليه بتاريخ 2017-08-18.{{استشهاد ويب}}:  صيانة الاستشهاد: BOT: original URL status unknown (link)
10. ↑  UCR UCR Creative Writing نسخة محفوظة 19 مايو 2018 على موقع واي باك مشين.
11. ↑  "ليلى العلمي.. الكاتبة التي صنعت لها إسما في بلاد العم سام". bayanealyaoume. 14 يوليو 2021. مؤرشف من الأصل في 2021-07-14. اطلع عليه بتاريخ 2024-03-06.
12. ↑  عبد المنعم الشنتوف (29 مارس 2023). "حكاية استيفانيكو المغربي أو مصطفى الأزموري لليلى العلمي". القدس العربي. مؤرشف من الأصل في 2023-10-18. اطلع عليه بتاريخ 2024-03-06.
13. ↑  Pulitzer Citation The Pulitzer Prizes نسخة محفوظة 16 يناير 2016 على موقع واي باك مشين.
14. ↑  Man Booker Prize Annoucement Man Booker Prize Longlist 2015. نسخة محفوظة 27 أبريل 2016 على موقع واي باك مشين.
15. ↑  Arab American Book Award Winners Arab American Book Awards. نسخة محفوظة 04 أغسطس 2017 على موقع واي باك مشين.
16. ↑  2015 Hurston Wright Legacy Awards The Washington Post نسخة محفوظة 05 أبريل 2016 على موقع واي باك مشين.
17. ↑  "The Langum Charitable Trust - Past Winners of the David J. Langum Sr. Prize". مؤرشف من الأصل في 2016-05-28.
18. ↑  The Wall Street Journal Best Books, The Wall Street Journal نسخة محفوظة 24 يناير 2018 على موقع واي باك مشين.
19. ↑  NPR NPR نسخة محفوظة 04 يوليو 2018 على موقع واي باك مشين.
20. ↑  The New York Times The New York Times نسخة محفوظة 31 ديسمبر 2017 على موقع واي باك مشين.
21. ↑  Kirkus Reviews Kirkus Reviews نسخة محفوظة 19 أغسطس 2016 على موقع واي باك مشين. [وصلة مكسورة]
22. ↑  Hedgebrook Hedgbrook News نسخة محفوظة 07 أبريل 2014 على موقع واي باك مشين. [وصلة مكسورة]
23. ↑  Lannan Lannan Residency نسخة محفوظة 26 يوليو 2017 على موقع واي باك مشين.

## روابطِ خارجية
- موقع ليلى العلمي الرسمي.
- مُدونة ليلى العلمي.
- صَفحة ليلى العلمي على موقع التواصل الاجتماعي فيس بوك.

## وصلات خارجية
- ليلى العلمي على موقع IMDb (الإنجليزية)
- ليلى العلمي على موقع كينوبويسك (الروسية)